# Turjak (Gradiška)
Turjak (szerbül: Турјак), falu Gradiška községben, Bosznia-Hercegovinában, Bosanska krajina területén, a Szerb Köztársaságban. 

## Fekvése
Bosznia-Hercegovina északi részén, Banja Lukától légvonalban 26, közúton 38 km-re északra, községközpontjától légvonalban 16, közúton 20 km-re délnyugatra, a Kozara-hegység keleti lábánál, 160-270 méteres magasságban, a Lubina-folyó jobb partján elterülő dombvidéken fekszik. 

## Népessége
| Nemzetiségi csoport | Népesség 1991 | Népesség 2013 |
| ------------------- | ------------- | ------------- |
| Szerb               | 392           | 270           |
| Bosnyák             | 0             | 0             |
| Horvát              | 3             | 1             |
| Jugoszláv           | 16            | 0             |
| Egyéb               | 4             | 3             |
| Összesen            | 415           | 274           |

## Története
A régészeti leletek tanúsága szerint ezt a vidéket már az őskori óta lakták emberek. A Trnovachoz tartozó Čupića Gajon őskori település maradványait fordította ki az eke. Az egykor szintén Turjak községhez tartozó Samardžije és Šmitrani településekhez tartozó Gradić és Gradina nevű magaslatokon kora középkori földvárak maradványait találták.
1258-ban IV. Béla magyar király földet adományoz Orbász megyében a kostanjevicai ciszterci barátoknak a „Turia” és a „Cercyka” patakok között, melyet Pejo Ćošković történész a mai Turjakkal azonosított. N. Bilogrivić úgy vélte, hogy a ciszterciek jelenlétének nyomai ezen a vidéken a Lubina-patak partján, Gornji Kijevci és Grbavci falvak közötti falmaradványokban vannak elrejtve. A király adománylevele azonban nem említi a Lubinát a birtok határleírásában. A birtoknak a helyét nem lehet meghatározni a feljegyzésekben, de tudható, hogy a közelében egy Szent János templom volt. A Zágrábi Egyházmegye plébániáinak 1334-es leírásában valóban említenek Orbász megyében egy Szent János templomot, de a település nevét, ahol állt, nem említik.
A néphagyomány szerint a falu a következőképpen kapta a nevét. A mai faluban törökök éltek, a közelben volt a szerb hajdúkról nevezetes Kozare település. Idővel a törököknek elege lett a hajdúkból, és a török pandurokból is, akik üldözték a hajdúkat, és ebből a faluból máshová költöztek. A faluban a törökök helyére szerbek települtek, de a törökökről Turjaknak nevezték el a helyet.
A település 1878-ig tartozott az Oszmán Birodalomhoz, ekkor a berlini kongresszus határozata alapján Turjak község részeként az Osztrák-Magyar Monarchia része lett. 1879-ben az első osztrák-magyar népszámlálás során a Berbir községhez tartozó településnek 165 háztartása, 1292 ortodox szerb és 156 római katolikus lakosa volt.
1910-ben a Bosanska Gradiškai járáshoz tartozó településen 358 háztartást, 2167 ortodox szerb, 4 muszlim és 335 római katolikus lakost találtak.
A monarchia szétesésével 1918-ban előbb a Szerb-Horvát-Szlovén Királyság, majd 1929-től a Jugoszláv Királyság része. Jugoszlávia megszállása után a település a Független Horvát Állam (NDH) része, majd 1945-től a szocialista Jugoszlávia része lett. A háború alatt sok helybelit öltek meg az usztasák, főként a jasenovaci fogolytáborban. A boszniai háború idején a település a Boszniai Szerb Köztársaság része volt. A daytoni békeszerződést követő területfelosztásnál a település Bosanska Gradiška község részeként a Szerb Köztársaság területéhez került.

## Sport
- Az FK Kozara Turjak labdarúgóklubot 1964-brn alapították.

## Nevezetességei
- Szent Illés próféta tiszteletére szentelt pravoszláv temploma 1883-ban épült. A második világháború alatt felgyújtották, a templom anyakönyvei és egyéb dokumentumai elégtek a lángokban. A felújítás során, sok évvel később, az új, felújított templomban megtalálták és kiállították az eredeti alapkövet. Az új turjaki templom építése csak 1981-ben kezdődött, a templomot 1997-ben fejezték be és szentelték fel.[10]

- Trnovac, Čupića Gaj – őskori település maradványai. A lelőhely földmunkák során vált ismertté, amikor az eke késő bronzkori kerámia töredékeket fordított ki a földből.[4]

- Samardžije, Gradić – kora középkori erődítmény maradványai. A lelőhely egy kiemelkedő magaslat ovális platóján található. A 40x35 méteres platót 3-4 méter széles földsánc védte. A kevés kerámia leletek alapján a lelőhely korát a kora középkorban határozták meg.[4]

- Šmitrani, Gradina - kora középkori erődítmény maradványai. A lelőhely egy kiemelkedő magaslat 20 méteres átmérőjű ovális platóján található. A platót 5 méter széles éd 4, 5 méter magas földsánc védte. A lakóépületek a déli részén voltak, ahova a várba felmenő út vezetett. A kerámialeletek alapján korát a kora középkorra tették.[4]